# Petreni (okręg Hunedoara)
Petreni – wieś w Rumunii, w okręgu Hunedoara, w gminie Băcia. W 2011 roku liczyła 273 mieszkańców.